# Dipayal-Silgadhi
Dipayal Silgadhi (सिलगढी) é uma cidade no Extremo-Oeste do Nepal. É a sede administrativa da região. Situa-se no distrito de Doti na zona de Seti.